# Sant Fulgenci (Baix Segura)
Sant Fulgenci (en castellà i oficialment San Fulgencio) és un municipi del País Valencià situat al Baix Segura, al marge esquerre del riu Segura, prop de Rojals. És el municipi amb el creixement més ràpid de les comarques del Sud, ja que ha passat de 1.594 habitants en 1991 a 2.888 en 1996, 4.103 en 2001 i fins als 12.688 en 2013. L'activitat principal tradicional era l'agricultura de regadiu i des de la dècada del 2000 el turisme i els servicis.

## Geografia
Sant Fulgenci està situat a 16 km al sud d'Elx, a 22 km de Oriola, capital de la comarca i cap de partit judicial; i a 26 km de l'aeroport d'Alacant-Elx. Encara que el municipi de Sant Fulgenci es troba pròxim a la mar, no li pertany cap percentatge de costa i, dues poblacions limítrofes entre les quals es troba, Elx i Guardamar del Segura, s'hi divideixen la franja costera.
Compta amb una entitat singular de població adscrita al municipi, La Marina - L'Oasi (El Oasis), que es troba a 5,5 km del nucli urbà i a 46 msnm. La seua construcció es va iniciar cap a finals dels anys 80. Inclou diferents nuclis d'edificacions: La Marina, L'Oasi, Monte Victoria, La Escuera, El Oral i Les Pesqueres (Las Pesqueras).

## Història
El seu origen és relativament recent. Sant Fulgenci fou fundat el 1729 juntament amb Dolors i Sant Felip Neri (Crevillent). Al segle xviii, Luis Antonio de Belluga Moncada, bisbe de Cartagena posà en marxa el projecte de les Pies Fundacions per a dessecar les terres pantanoses i insalubres pròximes a la desembocadura del Segura i transformar-les en sòl fèrtil i apte per a l'aprofitament agrícola. El seu topònim fou degut al fet que Sant Fulgenci era el patró de Cartagena, diòcesi del polèmic Belluga. Rebé el títol de Vila Reial, atorgat per Felip V, des de la fundació.
Els primers pobladors procedien de la conca del Segura. Al final del segle xviii (1794) comptava ja amb una població de 1.215 habitants, però els alts i baixos dels conreus i les epidèmies la reduiren a 702 habitants a començaments del segle xx.

## Economia
La principal activitat econòmica ha estat tradicionalment l'agricultura de regadiu, però el turisme ha incrementat les infraestructures i amb elles el sector serveis.
Entre l'any 2000 i 2008 va experimentar un fort i constant creixement per l'increment de la construcció de segons habitatges residencials destinats, principalment, a residents estrangers. El clima, la situació, juntament amb els enclavaments costaners turístics de la Marina (Elx) i Guardamar del Segura, i les seues comunicacions afavoriren l'afluència del turisme, la construcció de noves urbanitzacions properes al litoral i el desenvolupament del sector hostaler. El terme (19,7 km²) s'arrecera al marge esquerre del riu Segura i presenta com a paratges més visitats el Fondo d'Amorós i l'Oasi.
Sant Fulgenci disposa també de petites indústries conserveres de fruites i vegetals i magatzems hortofructícoles destinats a l'exportació nacional i internacional. També té una pedrera amb extracció d'àrids per a la construcció, realitzada a través de l'empresa Starmis.
Entre 2006 i 2016 la taxa de l'atur es multiplicà per 4, i passa del 4,15% al 17,45%.
Evolució anual de l'atur entre 2006 i 2018.
| Data                  | Taxa d'atur | Aturats | Població |
| --------------------- | ----------- | ------- | -------- |
| Agost 2018            | 14,66%      | 373     | 7.646    |
| 2017                  | 15,85%      | 399     | 7.646    |
| 2016                  | 17,45%      | 419     | 7.384    |
| 2015                  | 16,57%      | 464     | 9.021    |
| 2014                  | 18,59%      | 535     | 9.237    |
| 2013                  | 14,47%      | 570     | 12.688   |
| 2012                  | 14,30%      | 576     | 12.529   |
| 2011                  | 12,75%      | 529     | 12.354   |
| 2010                  | 11,58%      | 485     | 12.144   |
| 2009                  | 10,53%      | 450     | 12.030   |
| 2008                  | 8,00%       | 337     | 11.594   |
| 2007                  | 4,68%       | 187     | 10.583   |
| 2006                  | 4,15%       | 133     | 9.597    |
| Font: Datosmacro.com. |             |         |          |

## Demografia
- Espanyols
- Britànics
- Alemanys
- Altres

Entre 1991 i 2004, fou el municipi amb més ràpid creixement de la comarca, ja que passà de 1.591 habitants a 6.685, que viuen als nuclis de població de Los Martínez i Sant Fulgenci.
És un dels pocs municipis espanyols on l'anglès ha estat la llengua predominant ja que la població d'origen britànic ha igualat o superat a l'espanyola.
Sant Fulgenci tenia el 2012 un dels majors percentatges de residents estrangers: el 77,92% enfront del 12,14% d'Espanya. Dels 12.529 residents, 9.762 n'eren estrangers.
De 2005 a 2015, i també el 2018, la nacionalitat més nombrosa ha estat la britànica. En 2013 arribà als 6.364 residents britànics, el 50,16% de la població, i superava àmpliament els 2.826 espanyols, un 22,27%. El següent col·lectiu forà més important fou l'alemany, amb 1.468 veïns censats el 2013, l'11,57%.
Entre 1996 i 2006 fou el segon augment més important entre tots els municipis del País Valencià, un 232,31%, pel fet de passar de 2.888 a 9.597 veïns, únicament superat per Guardamar de la Safor.
Entre 2013 i 2016, s'observà un notable descens demogràfic a causa de diferents factors: l'envelliment poblacional, l'emigració a altres regions i a altres països a causa de la crisi econòmica mundial ocorreguda entre 2008 i 2015 i la tornada dels residents estrangers als seus països d'origen.
|          | 1857 | 1860 | 1877 | 1887 | 1897 | 1900 | 1910 | 1920  | 1930  | 1940  | 1950  | 1960  | 1970  | 1981  | 1991  | 1996  | 1998  | 1999  | 2000  | 2001  | 2002  | 2003  | 2004  | 2005  | 2006  | 2007   | 2008   | 2009   | 2010   | 2011   | 2012   | 2013   | 2014  | 2015  | 2016  | 2017  | 2018  | 2019  |
| -------- | ---- | ---- | ---- | ---- | ---- | ---- | ---- | ----- | ----- | ----- | ----- | ----- | ----- | ----- | ----- | ----- | ----- | ----- | ----- | ----- | ----- | ----- | ----- | ----- | ----- | ------ | ------ | ------ | ------ | ------ | ------ | ------ | ----- | ----- | ----- | ----- | ----- | ----- |
| Població | 866  | 917  | 629  | 985  | 440  | 702  | 986  | 1.041 | 1.163 | 1.415 | 1.539 | 1.580 | 1.535 | 1.549 | 1.594 | 2.888 | 3.149 | 3.384 | 3.706 | 4.103 | 4.815 | 5.700 | 6.685 | 8.197 | 9.597 | 10.583 | 11.594 | 12.030 | 12.144 | 12.351 | 12.529 | 12.688 | 9.237 | 9.021 | 7.384 | 7.646 | 7.943 | 7.855 |

## Política i govern

### Composició de la Corporació Municipal
El Ple de l'Ajuntament està format per 13 regidors. En les eleccions municipals de 26 de maig de 2019 foren elegits 6 regidors del Partit Socialista del País Valencià (PSPV-PSOE), 3 del Partido Independiente por las Nacionalidades (PIPN), 2 del Partit Popular (PP) i 2 de Ciutadans - Partit de la Ciutadania (Cs).
| Eleccions municipals de 26 de maig de 2019 - Sant Fulgenci                                                                     |                                              |                                     |                                     |        |          |          |
| Candidatura | Candidatura                                  | Candidatura                         | Cap de llista                       | Vots   | Vots     | Regidors |
| | Partit Socialista del País Valencià-PSOE     |                                     | José Sempere Ballester              | 1.017  | 41,11%   | 6 (-1)   |
| | Partido Independiente por las Nacionalidades |                                     | Gilberto Alonso Díaz Ojeda          | 503    | 20,33%   | 3 (+1)   |
| | Partit Popular                               |                                     | Concepción García Baeza             | 455    | 18,39%   | 2 ()     |
| | Ciutadans - Partit de la Ciutadania          |                                     | David Vives Gil                     | 381    | 15,40%   | 2 (+2)   |
| | Altres candidatures                          |                                     |                                     | 92     |          | 0 ( -2)  |
| | Vots en blanc                                |                                     |                                     | 26     | 1,05%    |          |
| Total vots vàlids i regidors                                                                                                   | Total vots vàlids i regidors                 | Total vots vàlids i regidors        | Total vots vàlids i regidors        | 2.474  | 100 %    | 13       |
| | Vots nuls                                    | Vots nuls                           | Vots nuls                           | 42     | 1,70%    |          |
| Participació (vots vàlids més nuls)                                                                                            | Participació (vots vàlids més nuls)          | Participació (vots vàlids més nuls) | Participació (vots vàlids més nuls) | 2.516  | 42,93%** |          |
| Abstenció | Abstenció                                    | Abstenció                           | Abstenció                           | 3.345* | 57,07%** |          |
| Total cens electoral | Total cens electoral                         | Total cens electoral                | Total cens electoral                | 5.861* | 100 %**  |          |
| Alcalde: José Sempere Ballester (PSPV) (15/06/2019) Per majoria absoluta dels vots dels regidors (8 vots: 6 de PSPV i 2 de Cs) |                                              |                                     |                                     |        |          |          |
| Fonts: JEC, JEZ Elx, M. Interior, Periòdic Ara. (* No són vots sinó electors. ** Percentatge respecte del cens electoral.)     |                                              |                                     |                                     |        |          |          |

### Alcaldes
Des de 2019 l'alcalde de Sant Fulgenci és José Sempere Ballester del PSPV.
| Període                       | Alcalde o alcaldessa                                                                                           | Partit polític            | Data de possessió                                      | Observacions                        |
| ----------------------------- | --- | ------------------------- | ------------------------------------------------------ | ----------------------------------- |
| 1979–1983                     | Manuel Bernabé Huertas                                                                                         | UCD                       | 19/04/1979                                             | --                                  |
| 1983–1987                     | Manuel Bernabé Huertas                                                                                         | Ind                       | 28/05/1983                                             | --                                  |
| 1987–1991                     | Manuel Bernabé Huertas                                                                                         | PSPV-PSOE                 | 30/06/1987                                             | --                                  |
| 1991–1995                     | Teresa Terres Murcia                                                                                           | PSPV-PSOE                 | 15/06/1991                                             | --                                  |
| 1995–1999                     | Mariano Martí Sánchez                                                                                          | PP                        | 17/06/1995                                             | --                                  |
| 1999–2003                     | Trinidad Martínez Andrés                                                                                       | PSPV-PSOE                 | 03/07/1999                                             | --                                  |
| 2003–2007                     | Mariano Martí Sánchez Josefa Mora Menchón Mariano Martí Sánchez Trinidad Martínez Andrés Mariano Martí Sánchez | APSFU PP APSFU PSOE APSFU | 14/06/2003 29/11/2003 17/02/2004 15/06/2004 19/06/2006 | Moció de censura Pacte de govern -- |
| 2007–2011                     | Josefa Mora Menchón Trinidad Martínez Andrés                                                                   | PP PSPV-PSOE              | 10/06/2007 27/10/2007                                  | Moció de censura --                 |
| 2011–2015                     | Carlos Ramírez Sansano                                                                                         | PP                        | 11/06/2011                                             | --                                  |
| 2015–2019                     | Carlos Ramírez Sansano Manuel Gómez Rebagliato                                                                 | PP No adsc. PP            | 13/06/2015 21/11/2017 16/05/2018                       | Canvi grup Dimissió/renúncia --     |
| 2019-2023                     | José Sempere Ballester                                                                                         | PSPV-PSOE                 | 15/06/2019                                             | --                                  |
| Des de 2023                   | n/d | n/d                       | 17/06/2023                                             | --                                  |
| Fonts: Generalitat Valenciana | |                           |                                                        |                                     |

## Patrimoni

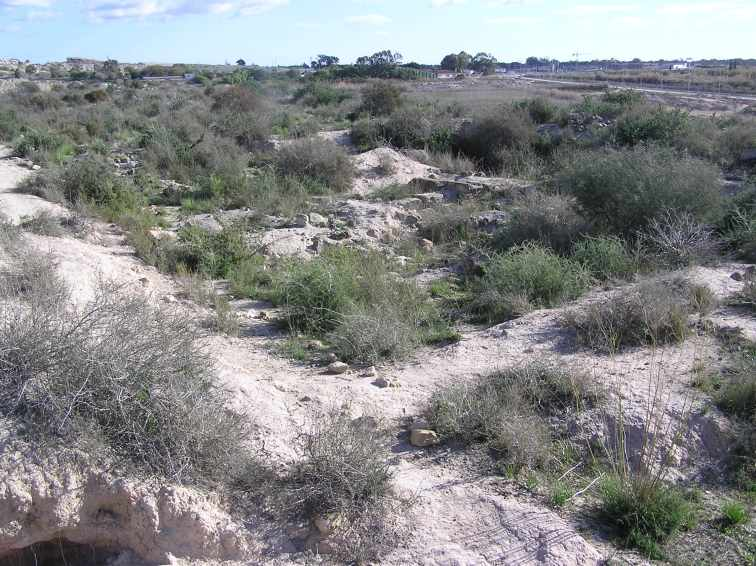
Restes del jaciment arqueològic de La Escuera

Entre el patrimoni i llocs d'interés de Sant Fulgenci hi destaquen:
- Església parroquial, construïda al segle xviii.
- Museu Arqueològic, alberga diverses ceràmiques iberes i gregues.
- Jaciment arqueològic de La Escuera, datat sobre finals del segle V al II aC.[8]
- Jaciment arqueològic de El Oral, data sobre l'ibèric antic orientalitzant (finals del segle VI al IV aC). Està situat a la Serra del Molar.